# Antonio Maria De Luca
Antonio Maria De Luca (Celle di Bulgheria, 20 ottobre 1764 – Salerno, 24 luglio 1828) è stato un patriota e presbitero italiano, l'organizzatore e la vittima più illustre dei moti del Cilento del 1828.

## Biografia
Appartenente alla Congregazione del Santissimo Redentore, dove sembra sia stato allievo di Alfonso Maria de' Liguori, dopo la laurea in teologia (1791), il canonico De Luca si dedicò all'insegnamento nel seminario di Policastro Bussentino dedicandosi inoltre alla predicazione in molte località del Regno di Napoli. Prese parte al dibattito politico nel regno di Napoli già alla fine del XVIII secolo. Carbonaro, aveva preso parte ai moti carbonari del biennio 1820-21 ed era stato deputato al Parlamento napoletano nel breve periodo costituzionale. Da deputato si batté in favore dei contadini, nelle nascenti lotte al latifondismo, contro la nobiltà e il clero cilentani; in questa occasione, fa dono ai contadini di Celle di parte delle sue proprietà terriere. L'avventura da parlamentare fu fugace come la costituzione di re Ferdinando e, alla restaurazione della monarchia, il De Luca fu uno dei principali sorvegliati speciali della polizia borbonica.
Abbandonata la Carboneria aveva aderito alla setta dei Filadelfi. In occasione dei moti del Cilento del 1828 il canonico espose in un'omelia tenuta nel villaggio di Bosco i vantaggi della Costituzione (7 luglio 1828). Partecipò attivamente alla rivolta a Palinuro.
All'arrivo delle truppe borboniche, dopo una breve latitanza, il canonico De Luca fu arrestato da Francesco Saverio Del Carretto. Scomunicato da mons. Camillo Alleva, arcivescovo di Salerno, De Luca venne fucilato a Salerno il 24 luglio 1828.
Il 19 settembre 2011 il sindaco di Salerno Vincenzo De Luca (che lo annovera come lontano antenato) ha scoperto una lapide intitolata al prete rivoluzionario, nella via a lui intitolata.